# Entacapone
 (novembre 2012).
Si vous disposez d'ouvrages ou d'articles de référence ou si vous connaissez des sites web de qualité traitant du thème abordé ici, merci de compléter l'article en donnant les références utiles à sa vérifiabilité et en les liant à la section « Notes et références ».
L'entacapone est principalement utilisée dans le traitement de la maladie de Parkinson.

## Description
Il s'agit d'un inhibiteur du catabolisme des catécholamines. Celles-ci sont détruites par les enzymes MAO (monoamine oxydases) et COMT (catéchol-O-méthyltransférases). L'entacapone empêche cette destruction en inhibant ces enzymes : il s'agit d'un inhibiteur de COMT (ICOMT).
Dans le traitement de la maladie de Parkinson, on administre généralement au patient de la Lévodopa (un précurseur de la dopamine). En y associant l'entacapone on diminue son catabolisme. De ce fait, on potentialise son action et on maximise ses effets.